# Ray Monk
Ray Monk (15 febbraio 1957) è un filosofo e scrittore britannico. Dal 1992 insegna presso l'Università di Southampton.
Ha vinto il John Llewellyn Rhys Prize del 1990 e il Duff Cooper Prize del 1991 per la biografia di Wittgenstein Ludwig Wittgenstein: The Duty of Genius.
Si interessa, oltreché degli studi wittgensteiniani, della filosofia della matematica, della storia della filosofia analitica e degli aspetti filosofici della scrittura biografica.

## Opere
- Ludwig Wittgenstein: The Duty of Genius, London, Jonathan Cape, 1990. (tr. it.  Ludwig Wittgenstein. Il dovere del genio, traduzione di Piero Arlorio, Milano, Bompiani, 1991, ISBN 88-452-1788-4.)
- Bertrand Russell: The Spirit of Solitude 1872–1921, London, Vintage, 1996.
- Russell, London, Weidenfeld & Nicolson, 1997.
- Bertrand Russell: The Ghost of Madness 1921–1970, London, Vintage, 2001.
- How to Read Wittgenstein, London, Granta, 2005.
- Inside the Centre: the Life of J. Robert Oppenheimer, London, Jonathan Cape, 2012.